# 秀島乾
秀島 乾（ひでしま かん、本名読み：ひでしま つとむ、1911年 - 1973年）は、日本の都市計画家。戦後すぐに日本最初の都市計画のコンサルタントとして活躍した人物。計画士を自称。佐賀県東松浦郡相知町生まれ。
旧制福岡中学校（現福岡県立福岡高等学校）卒業後、1936年早稲田大学理工学部建築学科に入学し佐藤武夫に師事。佐藤は戦時中満州の調査研究を熱心に行い、影響を受ける。大学卒業後、満州国民政部営繕需品局（その後建築局に改名）技師。1940年技佐。同年臨時国都建設局兼任。新京第一期五か年計画など新京の都市計画全般に携わるほか、満州における満州集団住区制理論、都市計画と集団住区制、住宅傾向などについて研究発表する。満州集団住区制理論は1942年の都邑計画法全面改正の際に法制化した。また戦後、大規模住宅団地開発の構成理論として普及する。1941年からは都邑計画司交通部技佐。
1946年、吉阪隆正、武基雄、大林新らと渋谷・銀座消費観興地区計画設計競技に参加し一等入選。また早稲田文教地区計画を設計担当。戸山キャンパスを生む。しばらくして民間の都市コンサルタント会社を立ち上げ、また早稲田大学で、吉田享二の没後1951年から石川栄耀と都市計画の講義をはじめる。その後日本都市計画学会の設立にも尽力。
1962年、松戸常盤平住宅団地計画で竹重貞蔵、波辺孝夫、田住満作らと昭和37年度日本都市計画学会石川賞論文調査部門受賞。その後全国各地の主要都市、主に長崎・福岡県八幡・広島・大阪・神戸などで幅広いアドバイザーコンサルタントとして多くの助言を行う。神戸のポートアイランド地区利用計画には晩年に参画にあたった。

## 主な計画案等
- ポートアイランド（神戸市顧問を務めた）
- 数寄屋橋東京高速道路スカイウェイ
- 人形町商店街アーケード設計 1951年
- 新しい市の都邑計画試案 大和郡山市都市計画試案 1956年
- 大阪駅周辺の立体交差による高速道路計画 ゲートタワービル 1959年
- 駒沢オリンピック公園
- 松戸衛星都市計画試案（常盤平団地）
- 多摩平団地設計[1]
- 我孫子住宅都市計画試案 日本建築學會研究報告 No.34(19551100)
- 江戸川地区都市計画 日本建築學會研究報告 No.34(19551100)

## 主著
- 21世紀の日本全国設計メモ 新都市 23(2), 2-5, 1969-02
- アジア・アフリカ会議の概説 建築雑誌 73(861), 8-10, 1958-08-20
- エンコー家具創作へのメモ - 戸山ハイツ 工芸ニュース 17(6), 4-7, 1949-06
- 意見2・都市景観について (丸の内地区建築規制問題と都市景観) 建築雑誌. 建築年報 1968, 8-10, 1968-05-30
- 駅前広場計画試案 日本建築學會研究報告 (34), 41-44, 1955-11
- 欧亜首都巡り思考 新都市 12(7), 1958-07
- 欧亜首都巡り日記 市政 7(6), 62-69, 1958-06
- 欧亜首都巡り日記 市政 7(7), 45-53, 1958-07
- 沖縄首都計画の構想 日本建築學會研究報告 (28-2), 450-453, 1954-11
- 我孫子住宅都市計画試案 日本建築學會研究報告 (34), 21-24, 1955-11
- 葛飾区工業地帯計画案 日本建築學會研究報告 (34), 52-56, 1955-11
- 広島平和都市計画の原案へのメモ 日本建築學會研究報告 (28-2), 434-437, 1954-11
- 江戸川地区都市計画 日本建築學會研究報告 (34), 47-51, 1955-11
- 国際文化施設 新都市 5(8), 27-30, 1951-08
- 首都建設方策に関する試案 日本建築學會研究報告 (34), 29-32, 1955-11
- 集團住區制に就て 建築學會論文集 (29), 359-363, 1943-05-30
- 松戸衛生住宅都市計画試案 都市計画 6(1), 1957-08
- 新京都邑計画の原案について 日本建築學會研究報告 (28-2), 407-410, 1954-11
- 新都邑計画法の立案について 日本建築學會研究報告 (28-2), 399-402, 1954-11
- 盛り場計画案の2,3 日本建築學會研究報告 (34), 45-46, 1955-11
- 大東京改造試案 : 骨核に関する事項 日本建築學會研究報告 (34), 33-36, 1955-11
- 大和郡山市都市計画試案 都市計画 5(2), 1956-10
- 長崎国際文化都市計画の構想 日本建築學會研究報告 (28-2), 438-441, 1954-11
- 都市計画関係の図語 新都市 2(9), 25-27, 1948-09
- 都邑計画標準の構成 日本建築學會研究報告 (28-2), 403-406, 1954-11
- 東京に於けるスカイビル及びスカイウェイ計画概要 新都市 4(5), 15-17, 1950-05
- 東京高速道路網計画試案 日本建築學會研究報告 (34), 37-40, 1955-11
- 東南綜合開発計画の構想 日本建築學會研究報告 (28-2), 430-433, 1954-11
- 柏衛星都市計画試案 都市計画 5(4), 1957-04
- 八幡市に関する都市計画一試案 都市計画 3(4), 1955-04
- 八幡市綜合都市計画(案)基本計画編 日本建築學會研究報告 (28-2), 442-445, 1954-11
- 八幡市綜合都市計画(案)都市計画編 日本建築學會研究報告 (28-2), 446-449, 1954-11
- 武蔵野文化都市計畫に就て (第3部會)武 基雄, 内藤 多仲, 佐藤 武夫, 秀島 乾 他 建築雑誌 62(734), 15, 1947-09-20
- 立川衛星都市計画試案 日本建築學會研究報告 (34), 25-28, 1955-11